# Грушка (Могилів-Подільський район)
Грушка —  село в Україні, у Могилів-Подільській міській громаді Могилів-Подільського району Вінницької області. Розташоване за 18 км від районного центру і залізничної станції Могилів-Подільський. Населення — 450 мешканців. До 2020 адміністративний центр Грушанської сільської ради, якій  були підпорядковані населені пункти Вільне, Садки, Слобода-Шлишковецька..

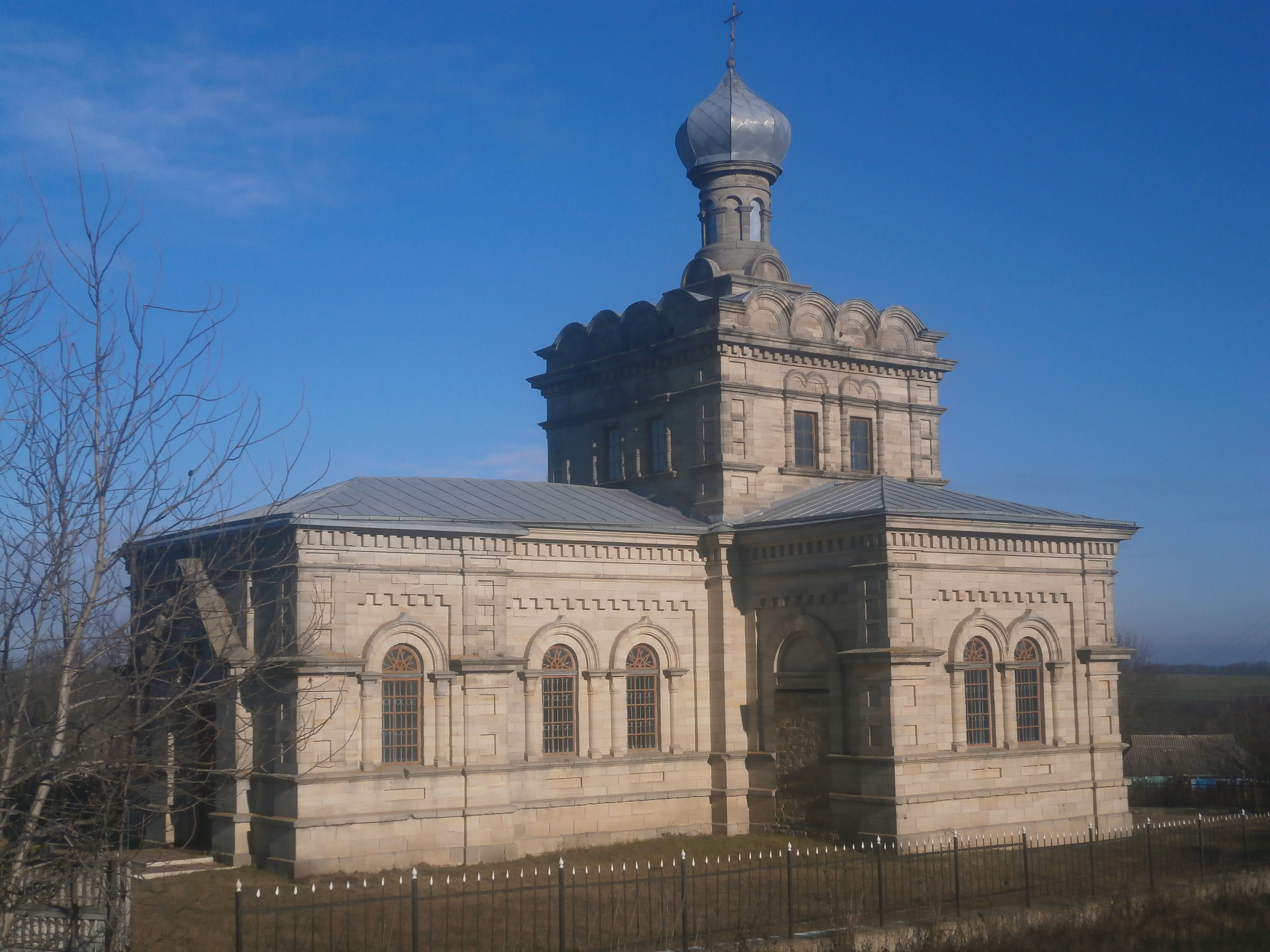
Свято-Дмитрівська церква в с.Грушка

## Історія

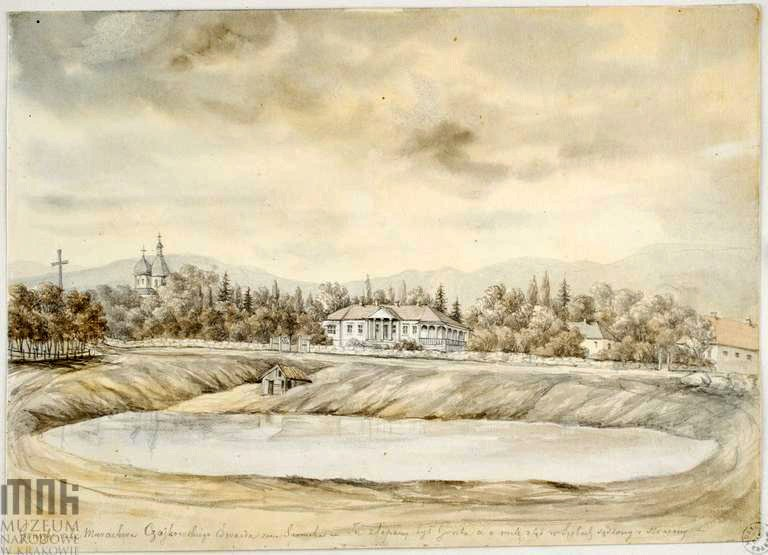
Садиба Чайковських

Неподалік села збереглися залишки поселення ранньоскіфських часів. У 1882 році поблизу Мурафи, на земельному наділі одного місцевого мешканця була знайдена кремнієва стріла (наконечник), а на селянських полях – два кургани.
Село Грушка лежить у долині, по обидва береги річечки, що впадає в Мурафу. Найближча станція залізниці Могилів за 18 верст, повітове місто Ямпіль – за 35 верст, поштова станція в Бандишівці – за 4 версти. Умови клімату не дуже сприятливі для здоров'я, у цій місцевості дощової гнилої осені часто бувають епідемічні захворювання. Ѓрунти – чорноземні, з невеликими домішками піску. Назву свою Грушка отримала через велику кількість диких грушевих дерев, які росли колись в лісі, на місці якого утворилось поселення. Тут є виходи на поверхню землі каменю-пісковику, гранітів, вапняку, крейди, піску.
Число прихожан – 651 чоловік і 574 жінки. Усі вони – селяни, крім 19 ямпільських міщан. Окрім землеробства частина жителів займалася кам'яним промислом та баришництвом на ярмарках у сусідніх містечках. Крім православного населення проживало 37 душ римо-католиків та 6 євреїв. Грушка входила до Могилівського ключа Потоцьких, яким належали всі землі вздовж ріки Мурафи. Потім село викупили Ярошинські, а пізніше його придбала Марія Сарнецька, згодом – Чайковські та Залеські.
У селі була навіть міністерська чотирикласна школа та церковна. У 1880 році в селі мешкало 900 жителів та стояв 131 будинок. Із 1750 р. почалась хвиля переселення росіян. Дорога з Грушки йшла на Кам'янець.
7 (20) листопада 1917 року, відповідно до Третього Універсалу Української Центральної Ради, увійшло до складу Української Народної Республіки.
Перший храм уже стояв у кінці XVII ст. в східній частині села. Замість старого був зведений у 1765 році храм на честь Св. Дмитра Солунського. Церква в XVIII ст. була уніатською. У 1862 році був зроблений капітальний ремонт. Храм був зведений із дуба на старому кам'яному фундаменті, із трибанного українського стилю – став однобанним. Стіни в нижній частині для міцності стягнуті залізними стрижнями, побудована нова дзвіниця. Землі церковної в маєтку – 3 десятини, орної - 42 десятини, лісу – 9 десятин. Дерев'яні церковні будинки, побудовані за гроші поміщиків та прихожан. Із 1782 служив у парафії священик Василь Крижанівський , він був благодійником і людиною доброю, співчутливою і часто мав неприємності від поміщика Ярошинського, який виживав його з колишнього маєтку, щоб розширити свої володіння. Церковно-приходська школа існує з 1882 року, а з 1889 року вона розміщувалась у своєму приміщенні. Землі всього було 1744 десятини, з них – 847 десятин селянської та 840 – панської. Великий маєток розташовувався на площі 5 десятин.
Нова Свято-Дмитрівська церква в с.Грушка побудована на початку ХХ ст. сільськими каменотесами з місцевого каменю-пісковику. Кожна деталь і пропорції, виконані за всіма законами класичної архітектури. Карнизи і обрамлення вікон , виготовлені з масивного каменю. Окремі деталі сягають ваги 300 кг. Над дахом височить сферичний купол із хрестом.
Особливу увагу варто приділити схоронності каменю. Відколені елементи - не ознака процесу руйнування каменю, а «творіння рук людських». У 1930-х храм намагалися зруйнувати комуністи. Сам камінь зберіг твердість і колір, з північного боку він покрився мохом і не більше.
Храм є пам’яткою архітектури місцевого значення і шанований серед поціновувачів старовини. Церкву почали будувати в 1905 році за проектом архітектора Іванова, який жив у цьому селі. Камінь шліфували і обробляли так, що при будівництві не застосовувався розчин. Каменотеси виготовляли й нумерували фігурні блоки, які викладали потім по рівнях за кресленнями. Завершили зведення храму 1914-1918 рр. Поруч стояла 40-метрова дзвіниця, Тепер можна тільки уявити, якої ця дзвіниця була краси. У 20-х роках вона була розібрана, а із каменю побудували господарські споруди.
У цей час в Грушці було об`єднання каменотесів- будівельників "Скала", яке мало свій магазин.Слава про нього ширилася навкруги, а вплив Іванова відчувався в культурі кладки стін.
Архітектор Іванов, за проектом якого зведено храм, проживав у Грушці. Ним ще була збудована лікарня в Бабчинцях та багато будинків у нашому краї. Після 1944 року архітектор виїхав до Бухареста, а в 60-х хотів повернутися на Батьківщину, але радянська влада не дозволила. Він так і помер на чужині. Його будинок у Грушці був одним із кращих.
У 60-х роках побудовано клуб, а в 80-х роках - приміщення дитячого садка. На цей час в селі працює ФАП, сільська рада, відділення зв’язку, навчально-виховний комплекс (школа та садок), сільський клуб, бібліотека.
12 червня 2020 року, відповідно до Розпорядження Кабінету Міністрів України № 707-р «Про визначення адміністративних центрів та затвердження територій територіальних громад Вінницької області», увійшло до складу Могилів-Подільської міської громади.
19 липня 2020 року, в результаті адміністративно-територіальної реформи та ліквідації Могилів-Подільського району (1923 — 2020), село увійшло до складу новоутвореного Могилів-Подільського району.

## Пам'ятки природи
Поруч із селом розташована пам'ятка природи — Відслонення Грушанської світи.